# Chalcides
Chalcides – rodzaj jaszczurek z podrodziny Scincinae w rodzinie scynkowatych (Scincidae).

## Zasięg występowania
Rodzaj obejmuje gatunki występujące w południowej Europie, Afryce i Azji.  

## Systematyka

### Etymologia
Chalcides: gr. χαλκις khalkis, χαλκιδος khalkidos „rodzaj jadowitej jaszczurki”.

### Podział systematyczny
Do rodzaju należą następujące gatunki:

- Chalcides armitagei Boulenger, 1922
- Chalcides bedriagai (Bosca, 1880)
- Chalcides bottegi Boulenger, 1898
- Chalcides boulengeri Anderson, 1892
- Chalcides chalcides (Linnaeus, 1758) – ostajnica trójpalczasta
- Chalcides coeruleopunctatus Salvador, 1975
- Chalcides colosii Lanza, 1957
- Chalcides delislei (Lataste & Rochebrune, 1876)
- Chalcides ebneri Werner, 1931
- Chalcides guentheri Boulenger, 1887
- Chalcides humilis Boulenger, 1896
- Chalcides lanzai Pasteur, 1967
- Chalcides levitoni Pasteur, 1978
- Chalcides manueli Hediger, 1935
- Chalcides mauritanicus (Duméril & Bibron, 1839)
- Chalcides mertensi Klausewitz, 1954
- Chalcides minutus Caputo, 1993
- Chalcides mionecton (Boettger, 1874)
- Chalcides montanus Werner, 1931
- Chalcides ocellatus (Forskål, 1775) – ostajnica nakrapiana
- Chalcides parallelus Doumergue, 1901
- Chalcides pentadactylus (Beddome, 1870)
- Chalcides polylepis Boulenger, 1890
- Chalcides pseudostriatus Caputo, 1993
- Chalcides pulchellus Mocquard, 1906
- Chalcides ragazzii Boulenger, 1890
- Chalcides sepsoides (Audouin, 1829)
- Chalcides sexlineatus Steindachner, 1891
- Chalcides simonyi Steindachner, 1891
- Chalcides sphenopsiformis (Duméril, 1856)
- Chalcides striatus (Cuvier, 1829)
- Chalcides thierryi Tornier, 1901
- Chalcides viridanus (Gravenhorst, 1851)